# Mairena del Aljarafe
Pour les articles homonymes, voir Mairena.
Mairena del Aljarafe est une commune située dans la province de Séville de la communauté autonome d’Andalousie en Espagne.

## Géographie
Mairena est située à quelques kilomètres seulement de la capitale, dans la comarque de l'Aljarafe. Cette région située à l'ouest de Séville est exploitée depuis des siècles, et constitue encore aujourd'hui une importante zone de production céréalière et oléicole.
Elle est bordée :
- au nord, par San Juan de Aznalfarache, Tomares et Bormujos
- à l'est, par Gelves
- au sud, par Palomares del Río
- à l'ouest, par Almensilla et Bollullos de la Mitación

## Histoire
Située dans une zone occupée depuis Tartessos et les Romains, en raison de la fertilité des terres, la ville a vu le jour à l'époque d'Al-Andalus. Elle était alors nommée Maharana al-Xaraf (village des bergers). La bourgade de Maharana est incorporée au Royaume de Castille en 1247, par Ferdinand III, qui prépare à ce moment la conquête de Séville, qu'il prendra en 1248. Elle appartient successivement à différentes maisons nobiliaires : Ducs d'Olivares, Álvarez de Toledo (ducs d'Albe),... Elle reste une simple localité de la commune voisine de Palomares del Río jusqu'en 1639. Elle s'émancipe alors, mais les conflits entre les deux communes menacent perpétuellement l'existence de la nouvelle entité autonome. Ces disputes cessent lorsque Mairena devient une municipalité à part entière dotée du statut de villa et d'une mairie, en 1840.

## Démographie
Mairena est la plus peuplée des communes de l'Aljarafe, avec une population de 39 065 en 2006. La ville s'est développée de manière spectaculaire à partir des années 1960. Souhaitant fuir la vie citadine, nombre de sévillans ont investi l'Aljarafe, mouvement dont Mairena a su tirer profit. Elle est désormais reliée à la capitale par de nombreuses voies de communication, qui ne suffisent cependant pas à absorber un trafic routier croissant. L'inauguration prochaine de la première ligne de métro devrait participer au désengorgement du réseau routier.
La population est relativement jeune, puisque les 25-40 ans représentent la part la plus importante des maireneros. Mairena est encore, malgré tout, une ville résidentielle, dont les habitants travaillent essentiellement en dehors de la commune.
| Évolution démographique de Mairena del Aljarafe de 1900 à 2006 |       |        |        |        |
| 1900                                                           | 1910  | 1920   | 1930   | 1940   |
| -------------------------------------------------------------- | ----- | ------ | ------ | ------ |
| 1 178                                                          | 1 375 | 1 439  | 1 646  | 1 671  |
| 1960                                                           | 1970  | 1991   | 2001   | 2006   |
| 2 138                                                          | 3 753 | 24 556 | 35 833 | 39 065 |
| Source : Instituto Nacional de Estadísticas.                   |       |        |        |        |

## Économie
Autrefois exclusivement orientée vers la production agricole, Mairena del Aljarafe s'est tournée vers la production de services. La culture de l'olivier se maintient sur environ 500 ha. Assurée par plusieurs cultivateurs, elle est principalement destinée à la production d'huile d'olive, réalisée par quelques entreprises.
Les secteurs secondaire et tertiaire monopolisent néanmoins la plus grande partie de l'activité économique locale : production de produits manufacturés, industrie automobile, services aux entreprises, immobilier, BTP, hôtellerie, services à la personne,... Mairena s'est dotée depuis quelques années d'une zone industrielle, le Parque Industrial y de Servicios Aljarafe (PISA), qui participe au développement du tissu économique local, et tente d'atténuer l'effet ville-dortoir dont est victime la ville. La troisième phase d'agrandissement s'est achevée en 2007. Une quatrième a débuté en mars de la même année, et devrait à terme porter la capacité d'accueil du site à un chiffre d'environ 1 100 entreprises. La présence d'une population importante a par ailleurs entraîné l'implantation de nombreux commerces.

## Politique et administration
La ville de Mairena del Aljarafe comptait 45 890 habitants aux élections municipales du 26 mai 2019. Son conseil municipal (en espagnol : Pleno del Ayuntamiento) se compose donc de 21 élus.
Elle est un fief de la gauche depuis 1979, d'abord du Parti communiste pendant huit ans, puis du Parti socialiste à partir de 1987, à l'exception d'une mandature dominée par le Parti populaire (PP).

### Maires
| Mandat    | Maire | Maire                    | Parti | Majorité |
| --------- | ----- | ------------------------ | ----- | -------- |
| 1979-1983 |       | Francisco León Temblador | PCE   | 6 / 13   |
| 1983-1987 |       | Francisco León Temblador | PCE   | 8 / 17   |
| 1987-1991 |       | Valeriano Ruiz Hernández | PSOE  | 7 / 17   |
| 1991-1995 |       | Antonio Martínez Flores  | PSOE  | 11 / 21  |
| 1995-1999 |       | Antonio Martínez Flores  | PSOE  | 9 / 21   |
| 1999-2003 |       | Antonio Martínez Flores  | PSOE  | 11 / 21  |
| 2003-2007 |       | Antonio Martínez Flores  | PSOE  | 11 / 21  |
| 2007-2011 |       | Antonio Conde Sánchez    | PSOE  | 11 / 21  |
| 2011-2015 |       | Ricardo Tarno            | PP    | 10 / 21  |
| 2015-2019 |       | Antonio Conde Sánchez    | PSOE  | 7 / 21   |
| 2019-2023 |       | Antonio Conde Sánchez    | PSOE  | 9 / 21   |
| 2023-2027 |       | Antonio Conde Sánchez    | PSOE  | 8 / 21   |

## Jumelages
- Montignac (France)